# Nikołaj Aloszyn
Nikołaj Pawłowicz Aloszyn ros. Николай Павлович Алёшин (ur. 10 sierpnia 1941, zm. 11 lutego 2023) – rosyjski uczony, specjalista w zakresie diagnostyki i spawania materiałów konstrukcyjnych.
Jest autorem bądź współautorem 168 prac naukowych, w tym 17 monografii i 15 broszur, 14 opublikowanych w czasopismach amerykańskich i brytyjskich.

## Nagrody i wyróżnienia
- Nagroda Państwowa Federacji Rosyjskiej 2003;
- Międzynarodowa Nagroda Roentgen-Sokołow 1997;
- Nagroda Rządu Federacji Rosyjskiej 2000, 2009, 1996;
- Nagroda Rady Ministrów ZSRR 1981, 1985;
- Order Przyjaźni  2005;
- Order „Za zasługi dla Ojczyzny” IV klasy, 2011[3].